# 1884 na literatura

## Nascimentos
| Data           | Nome                 | Profissão                                        | Nacionalidade              | Observações | Ref |
| -------------- | -------------------- | ------------------------------------------------ | -------------------------- | ----------- | --- |
| 1 de Fevereiro | Yevgeny Zamyatin     | escritor                                         | Rússia                     | m. 1937     |     |
| 20 de Abril    | Augusto dos Anjos    |                                                  | Brasil                     | m. 1914     |     |
| 29 de Abril    | Jaime Cortesão       | escritor e historiador                           | Portugal                   | m. 1957     |     |
| 7 de Maio      | Max Brod             | escritor                                         | Tchecoslováquia / Alemanha | m. 1968     |     |
| 21 de maio     | Manuel Pérez y Curis | poeta                                            | Uruguai                    | m. 1920     |     |
| 16 de Agosto   | Hugo Gernsback       | inventor, editor e escritor de ficção científica | Luxemburgo                 | m. 1967     |     |

## Mortes
| Data        | Nome               | Profissão   | Nacionalidade | Observações | Ref |
| ----------- | ------------------ | ----------- | ------------- | ----------- | --- |
| 10 de Março | Bernardo Guimarães | escritor    | Brasil        | n. 1825     |     |
| 2 de Maio   | Adelino Fontoura   | poeta, ator | Brasil        | n. 1859     |     |